# Копылово (полуостров)
Копыло́во — полуостров на реке Волге в г. Тольятти, Самарская область. Территориально входит в Комсомольский район Тольятти.

## География
Полуостров образован при строительстве Жигулёвской ГЭС. Примыкает к дамбе плотины электростанции (нижний бьеф) и простирается вдоль реки Волги в сторону Самары.
Растительность: смешанный лес и кустарники.
Въезд на полуостров осуществляется автомобильным транспортом с федеральной трассы «Урал» М5, имеется городской автобусный маршрут № 56; вдоль полуострова проходит улица Бурлацкая.
На территории полуострова близ реки Волга, расположены многочисленные турбазы и дачи.

## Сельское хозяйство

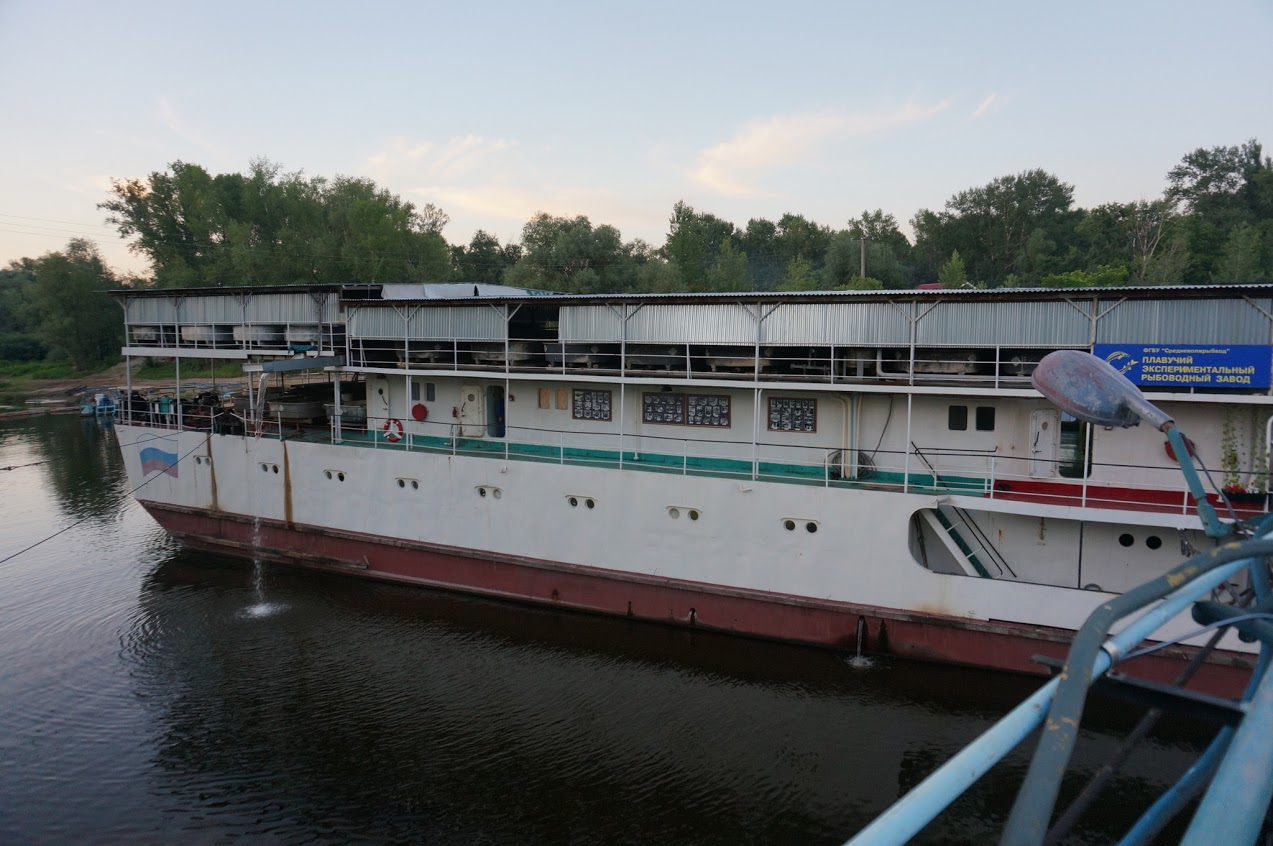
Первый экспериментальный плавучий рыбоводческий завод

В одном из заливов у побережья полуострова находится единственный в России плавучий рыбоводческий завод, занимающийся выпуском в Волгу подрощенной молоди стерляди.

## Достопримечательности
Полуостров — место отдыха и проведения культурно-спортивных мероприятий.
Имеются пансионаты и базы отдыха, песчаные пляжи. Также на Копылово находятся дачные кооперативы.
С правого берега полуострова открывается вид на Жигулёвские горы и здание Жигулевской ГЭС. Левый берег выходит на канал, по которому проходят шлюзующиеся через плотину ГЭС суда.
Место проведения фестиваля «ГЭС».
Место проведения сальса-фестиваля "Место под солнцем".
Мимо полуострова проходит часть маршрута «Жигулёвской кругосветки».